# Micky Horswill
Michael Frederick Horswill, detto Micky (Annfield Plain, 6 marzo 1953), è un ex calciatore inglese, di ruolo centrocampista.

## Carriera
Dopo aver giocato nelle giovanili del Sunderland ha esordito nella prima squadra dei Black Cats (e quindi nel calcio professionistico) all'età di 18 anni, nella seconda divisione inglese, categoria in cui nel triennio compreso tra il 1971 ed il 1974 ha messo a segno 3 reti in complessive 69 partite di campionato giocate; il 5 maggio 1973, inoltre, è sceso in campo da titolare (giocando l'intera partita) nella finale di FA Cup, vinta dal Sunderland per 1-0 ai danni del Leeds Utd (in aggiunta a tutte le altre partite della competizione, in cui è sempre stato schierato in campo). Nella stagione 1973-1974, grazie al successo in coppa, ha invece partecipato alla Coppa delle Coppe, scendendo in campo in tutte e 4 le partite disputate dal suo club (ovvero le doppie sfide con gli ungheresi del Vasas e con i portoghesi dello Sporting Lisbona), segnando anche una rete, il 24 ottobre 1973 nella vittoria casalinga per 2-1 contro i portoghesi.
Nell'estate del 1974 è stato ceduto al Manchester City, club con cui durante la stagione 1974-1975 ha giocato in totale 14 partite (11 delle quali da titolare) nella prima divisione inglese (peraltro le sue uniche in carriera in questo torneo); a fine anno è stato ceduto al Plymouth, club neopromosso in seconda divisione, dove è rimasto per tre stagioni consecutive, nelle quali ha disputato 102 partite e segnato 3 gol (le prime due stagioni le ha trascorse in questa categoria, l'ultima in terza divisione). Dal 1978 al 1982 ha giocato invece all'Hull City: con le Tigers ha giocato tre campionati di terza divisione consecutivi (dal 1978 al 1981) ed un campionato in quarta divisione, per complessive 84 presenze e 6 reti in incontri di campionato. Dopo aver trascorso una stagione nella prima divisione di Hong Kong all'Happy Valley ha infine vestito anche le maglie di Carlisle Utd (una presenza in seconda divisione nella prima metà della stagione 1983-1984) e Barrow (con cui ha trascorso mezza stagione giocando a livello semiprofessionistico in Northern Premier League).
In carriera ha totalizzato complessivamente 270 presenze e 12 reti nei campionati della Football League.

## Palmarès

### Club

#### Competizioni nazionali
- Coppa d'Inghilterra: 1

Sunderland: 1972-1973
- Hong Kong Senior Shield: 1

Happy Valley: 1982-1983
- Northern Premier League: 1

Barrow: 1983-1984